# Harpactea loebli
Harpactea loebli là một loài nhện trong họ Dysderidae.
Loài này thuộc chi Harpactea. Harpactea loebli được miêu tả năm 1974 bởi Brignoli.